# Конструкция Кантора — Кёхера — Титса
Конструкция Кантора — Кёхера — Титса — метод построения алгебры Ли из йордановой алгебры, созданный Титсом (1962), Кантором (1964) и Кёхером (1967). Для заданной йордановой алгебры {\displaystyle J} конструкция даёт структуру алгебры Ли на {\displaystyle J+J+\mathrm {Inner} J} — сумме двух копий {\displaystyle J} и алгебры Ли внутренних дифференцирований {\displaystyle J}.
При применении к 27-мерной исключительной йордановой алгебре конструкция даёт алгебру Ли типа {\displaystyle E_{7}} размерности 133.
Конструкция была использована Кацем для классификации конечномерных простых йордановых супералгебр.